# Кузьмин-Караваев, Дмитрий Владимирович
Дмитрий Владимирович Кузьмин-Караваев (17 [29] мая 1886, Санкт-Петербург, Российская империя — 16 марта 1959, Рим, Италия) — русский юрист и религиозный деятель, один из руководителей «Цеха поэтов». В эмиграции — католический священник византийского обряда, служивший в Русском апостолате в Зарубежье, доктор богословия.

## Биография
Происходил из старинного дворянского рода Кузьминых-Караваевых. Родился 17 (29) мая 1886 года в семье военного юриста капитана Владимира Дмитриевича Кузьмина-Караваева.
Окончил юридический факультет Императорского Санкт-Петербургского университета. В студенческие годы вступил в РСДРП, некоторое время перевозил нелегальную большевистскую литературу, был арестован. После 1906 года разочаровался в подпольной работе и вышел из партии, однако ещё осенью 1909 года его фамилия числилась среди организаторов студенческих протестных собраний. Работал в Министерстве земледелия, в Департаменте государственной собственности.
С 19 февраля 1910 года состоял в браке с поэтессой Елизаветой Кузьминой-Караваевой (урождённой Пиленко), будущей монахиней и участницей Сопротивления во Франции , на которую оказал большое влияние в религиозном отношении. Брак распался в 1913 году (официально расторгнут в 1916).
Дмитрий Кузьмин-Караваев сам стихов не писал, но входил, как и его жена, в литературное объединение «Цех поэтов» (1911—1914). Был одним из трёх руководителей («синдиков») «Цеха» наряду с Николаем Гумилёвым и Сергеем Городецким.
В Первую мировую войну был уполномоченным Комитета Всероссийского земского союза; занимался общественной и санитарной работой, а также военным снабжением. По всей вероятности, именно за эти заслуги, он получил Георгиевский крест 1-й степени.
В 1917 году при Временном правительстве был губернатором Минска.
Ещё в 1913 году он случайно, купил «Новый Завет» у женщины, которая торговала книгами в поезде Тамбов — Санкт-Петербург; как вспоминал позднее: «Я сделал это отчасти из сострадания, отчасти из снобизма». Когда его мать увидела покупку, она очень обрадовалась и для того, чтобы и далее доставлять ей удовольствие, сын постоянно носил с собой книгу, однако, открыл её только после октябрьской революции 1917 года. Этот период он вспоминал так: «Как много утешения я обрёл в Новом Завете! Образ Христа Спасителя, Его торжествующие смирение, Его любовь как Бога и как человека, настолько глубокая и беспристрастная — навсегда проникли в моё сердце». Стал посещать собрания в доме католического священника Владимира Абрикосова и под его влиянием 5 мая 1920 года принял католичество византийского обряда в московском приходе Рождества Богородицы.
В 1922 году был вынужден эмигрировать. По решению Коллегии ГПУ от 23 августа 1922 года вместе с Владимиром Абрикосовым и другими выслан (на «философском пароходе») из СССР. В Берлине он создал «кружок ревнителей церковного единения, куда вошли сенатор А. Д. Арбузов, бывший директор департамента МВД при Столыпине, барон Таубе, бывший товарищ министра народного просвещения, князь Николай Сергеевич Оболенский, один из создателей русского монархического движения за границей, князь С. Е. Трубецкой, И. В. Пузино профессор истории. Они стремились к воссозданию единой универсальной церкви и, в принципе, принимали первенство Римского престола как хранителя церковного единства, но не желали индивидуально присоединяться к католичеству, а только в составе всей Православной церкви».
В 1923 году Кузьмин-Караваев поступил в Греческую коллегию в Риме, c 1926 по 1931 год возглавлял Русскую католическую миссию в Берлине, в 1927 году в Папском Восточном институте получил степень доктора богословия.
Осенью 1927 года приехал в Берлин, где начал служить в капелле монастыря кармелиток. Постепенно сформировался русский хор, устраивались публичные доклады и другие общественные инициативы. .
В 1931 году переведён священником в домовом храме русского студенческого общежития при Лувенском католическом университете в Бельгии, служил и преподавал в Интернате Святого Георгия в Намюре и Медоне.
Служил также в общинах русских эмигрантов в Италии: Руссикум и Церковь Святого Антония Великого на Эсквилине в Риме, во Франции — Приход Святой Троицы (Париж).
В 1956 году в Париже читал лекции в Католическом институте и Русском научном институте. Последние три года жизни читал лекции по истории России и Русской Церкви в Русикуме в Риме.
Умер 16 марта 1959 года в Риме. Похоронен на русском участке римского католического кладбища Кампо Верано.